# ロッツァーノ
ロッツァーノ（伊: Rozzano）は、イタリア共和国ロンバルディア州ミラノ県にある、人口約41,000人の基礎自治体（コムーネ）。

## 地理

### 位置・広がり

#### 隣接コムーネ
隣接するコムーネは以下の通り。
- アッサーゴ
- バジーリオ
- ミラノ
- オーペラ
- ピエーヴェ・エマヌエーレ
- ジービド・サン・ジャコモ

### 地震分類
イタリアの地震リスク階級 (it) では、3 に分類される
。

## 行政

### 分離集落
ロッツァーノには、以下の分離集落（フラツィオーネ）がある。
- Cassino Scanasio, Pontesesto, Quinto de' Stampi, Torriggio, Valleambrosia